# BHS Corrugated
 (août 2018).
La société BHS Corrugated Maschinen- und Anlagenbau GmbH est le leader mondial dans le domaine de la construction d’installations de carton ondulé avec une part de marché d'environ 50 %. Les prestations comprennent le développement, la fabrication, le montage, la maintenance et le SAV des onduleuses (angl. corrugator). 

## Histoire

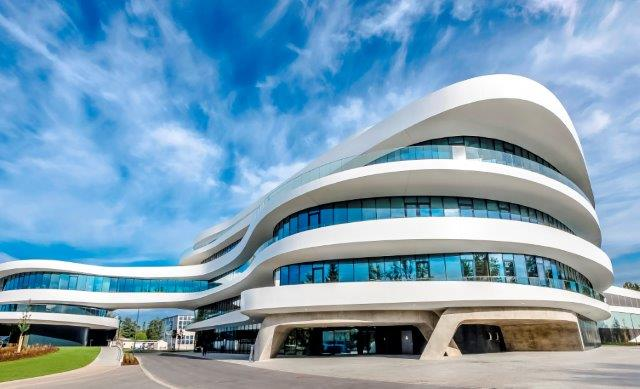
Life Cycle Building - BHS Corrugated

En 1717, une fonderie a été créée à Weiherhammer en Bavière, par le duc Théodore-Eustache de Palatinat-Soulzbach. Dans cette fonderie, une production diverse prend place. Jusqu'à la fin de la Première Guerre mondiale, c'était uniquement de l'artillerie qui y était fabriquée. Après la guerre, la production des machines de polissage de verre, des rouleaux compresseurs, des grillages mobiles et bien d'autres appareils remplacent la fabrication des armes et de munition. En 1927, l'usine a été intégrée à la BHS-Bayerische Berg-, Hütten- und Salzwerke (société bavaroise de hauts fourneaux et des salines) - une société dans laquelle toutes les entreprises du secteur minier, métallurgie ou salines ont été rassemblées par l'état de Bavière.
Ce n'est qu'en 1960 que BHS se dédie à la fabrication d'onduleuses. En 1993, la société a été privatisée et reçoit son nom actuel : BHS Corrugated Maschinen- und Anlagenbau GmbH.

## Sites de production
- Weiherhammer, Allemagne : créé en 1717, depuis 1960 production des onduleuses, environ 800 salariés.
- Tachov, Tchéquie : créé en 1994, environ 230 salariés.
- Curitiba, Brésil : créé en 1998, environ 130 salariés.
- Shanghai, Chine : créé en 2003, environ 300 salariés.
- Knoxville, États-Unis : créé en 1971, environ 40 salariés.

## BHS Corrugated France
En 1993, quand BHS Corrugated a été privatisée, BHS Corrugated France a commencé son activité administrative et commerciale pour le siège. BHS France, situé à Paris, est une filiale indépendante. 